# メリー・ディア号の難破
『メリー・ディア号の難破』（メリー・ディアごうのなんぱ、原題: The Wreck of the Mary Deare）は1959年のアメリカ合衆国の映画。
マイケル・アンダーソン監督の作品で、出演はゲイリー・クーパーとチャールトン・ヘストンなど。
イギリス海峡で難破した貨物船をめぐる海洋活劇。

## キャスト
| 役名       | 俳優                     | 日本語吹き替え | 日本語吹き替え |
| 役名       | 俳優                     | NETテレビ版1   | NETテレビ版2   |
| ---------- | ------------------------ | -------------- | -------------- |
| パッチ船長 | ゲイリー・クーパー       | 黒沢良         | 黒沢良         |
| ジョン     | チャールトン・ヘストン   | 森川公也       | 納谷悟朗       |
| ジャネット | ヴァージニア・マッケンナ | 真山知子       | 渡辺知子       |
| ニーラン   | マイケル・レッドグレイヴ | 家弓家正       |                |
| 会長       | セシル・パーカー         |                |                |
| ピートリー | アレクサンダー・ノックス |                | 仲木隆司       |
| ヒギンス   | リチャード・ハリス       |                | 青野武         |
| マイク     | ベン・ライト             | 富田耕吉       |                |

- NETテレビ版1：初回放送1968年10月13日『日曜洋画劇場』
- NETテレビ版2：初回放送1975年8月16日『土曜映画劇場』